# Liste der Kardinaldiakone von San Nicola in Carcere
Folgende Kardinäle waren Kardinaldiakone von San Nicola in Carcere (lat. Sancti Nicolai in Carcere Tulliano):
- Ottaviano de Monticello (1138–1151)
- Ottone (1152–1174)
- Vibiano (1175)
- Gerardo (1175–1178)
- Bernardo (1178–1181)
- Pietro Diana (1185–1188)
- Egidio Pierleoni (1190–1194)
- Gérard OCist (1198–1199)
- Guido Pierleone (1205–1221)
- Oddone di Tonengo (1227–1244)
- Giovanni Gaetano Orsini (1244–1277)
- vakant (1277–1281)
- Benedetto Caetani (1281–1294)
- Guglielmo Longhi (1294–1319)
  - Giovanni Arlotti (1328), Pseudokardinal
- Landolfo Maramaldo (1381–1415)
- Rodrigo Lanzol-Borja y Borja (1456–1484)
- Giovanni Battista Savelli (1484–1498)
- Amanieu d’Albret (1500–1520)
- Agostino Trivulzio, in commendam (1520–1531)
- Íñigo López de Mendoza y Zúñiga (1531–1537)
- Rodrigo Luis de Borja y de Castre Pinòs (1537)
- Girolamo Grimaldi, in commendam (1537–1538)
- Niccolò Caetani di Sermoneta (1538–1552)
- Giacomo Savelli (1552–1558)
- Giovanni Battista Consiglieri (1558–1559)
- Carlo Carafa (1560–1561)
- Francesco II. Gonzaga (1561–1562)
- Georges d’Armagnac (1562–1585)
- Francesco Sforza (1585–1588)
- Ascanio Colonna (1588–1591)
- Federico Borromeo (1591–1593)
- Pietro Aldobrandini (1593–1604)
- Carlo Emmanuele Pio di Savoia (1604–1623)
- Carlo di Ferdinando de’ Medici (1623–1644)
- Giangiacomo Teodoro Trivulzio (1644)
- Rinaldo d’Este (1644–1668)
- Friedrich von Hessen-Darmstadt (1668–1670)
- Paolo Savelli (1670–1678)
- Urbano Sacchetti (1681–1689)
- Gianfrancesco Ginetti (1689–1691)
- vakant (1691–1699)
- Henri Albert de La Grange d’Arquien (1699–1707)
- Lorenzo Altieri (1707–1718)
- Damian Hugo Philipp Reichsgraf von Schönborn-Buchheim (1721)
- vakant (1721–1728)
- Antonio Banchieri (1728–1733)
- vakant (1733–1738)
- Carlo Rezzonico der Ältere (1738–1747)
- Mario Bolognetti (1747–1751)
- Domenico Orsini d’Aragona (1751–1763)
- vakant (1763–1770)
- Giovanni Battista Rezzonico (1770–1783)
- Romoaldo Braschi-Onesti (1787–1800)
- Marino Carafa di Belvedere (1801–1807)
- vakant (1807–1816)
- Pietro Vidoni (1816–1830)
- vakant (1830–1834)
- Nicola Grimaldi (1834–1845)
- Giuseppe Antonio Zacchia Rondinini (1845)
- Pietro Marini (1847–1863)
- vakant (1863–1874)
- Camillo Tarquini SJ (1874)
- Domenico Bartolini (1875–1876)
- Joseph Hergenröther (1879–1888)
- vakant (1888–1907)
- Gaetano De Lai (1907–1911)
- vakant (1911–1922)
- Giuseppe Mori (1922–1933) pro hac vice zur Titelkirche (1934)
- Nicola Canali (1935–1961)
- vakant (1961–1967)
- Patrick Aloysius O’Boyle pro hac vice Titelkirche (1967–1987)
- (Hans Urs von Balthasar SJ)(1988)
- vakant (1988–1994)
- Alois Grillmeier SJ (1994–1998)
- Zenon Grocholewski (2001–2020)
- Silvano Tomasi CS (seit 2020)